# Сарыкемерский сельский округ
Сарыкеме́рский се́льский окру́г (ранее — Миха́йловский сельсове́т, каз. Сарыкемер ауылдық округі) — административная единица в составе Байзакского района Жамбылской области Казахстана.
Административный центр — село Сарыкемер.

## География
Административно-территориальное образование расположено в юго-западной части Байзакского района. В состав сельского округа входит 1 населённый пункт.
Площадь территории сельского округа составляет — 12,364 км². Из них пашня — 2,126 км² (17,20 %; орошаемое — 1,656 км²), многолетние насаждения — 0,542 км² (4,38 %), пастбища — 1,877 км² (15,18 %), древесно-кустарниковые угодья, не относящиеся к государственному лесному фонду — 0,410 км² (3,32 %), подводные земли — 0,010 км² (0,08 %), земли под площадями дорог и улиц — 1,231 км² (9,96 %), земли под строениями — 6,106 км² (49,39 %), прочие земли 0,061 км² (0,49 %).
Гидрографическая сеть сельского округа представлена рекой Талас, протекающая с юго-запада на северо-восток.

## История
В 1989 году существовал как — Михайловский сельсовет, в составе трёх сёл: Михайловка (ныне — Сарыкемер, административный центр), Базарбай и Кусак.
После переименования села Михайловка в село Сарыкемер Постановлением Президиума Верховного Совета Республики Казахстан от 19 марта 1992 года № 1070 «О присвоении наименований и переименовании отдельных административно-территориальных единиц Республики Казахстан», — название сельсовета также было переименовано.
В периоде 1991—1998 годов сельсовет был преобразован в сельский округ в соответствии с реформами административно-территориального устройства Республики Казахстан.
Постановлением Жамбылского областного акимата от 29 апреля 2013 года № 95 и решением Жамбылского областного маслихата от 4 мая 2013 года № 12-3 «Об образовании нового сельского округа в Байзакском районе Жамбылской области и изменении границы Сарыкемерского сельского округа» (зарегистрировано Департаментом юстиции Жамбылской области 5 июня 2013 года № 1948):
- путём выделения из состава Сарыкемерского сельского округа населённых пунктов Базарбай, Кусак и северной части села Сарыкемер с нечетной стороны домов улицы Мамбет батыра, был образован сельский округ общей площадью 2492,3 гектар;
- образованному сельскому округу было присвоено наименование «Байтерек», административным центром был определён село Кусак;
- из Сарыкемерского сельского округа был исключён 3 021 гектара земли.

Совместным постановлением акимата Жамбылской области от 12 апреля 2021 года № 86 и решением Жамбылского областного маслихата от 12 апреля 2021 года № 4-4 «Об изменении границ Байтерекского и Сарыкемерского сельских округов Байзакского района Жамбылской области» (зарегистрировано Департаментом юстиции Жамбылской области от 16 апреля 2021 года № 4939) — границы Сарыкемерского сельского округа были изменены путём включения в его состав северной части села Сарыкемер с нечетной стороны домов улицы Мамбет батыра общей площадью 576,3 гектаров из состава Байтерекского сельского округа Байзакского района Жамбылской области.

## Население
| Численность населения | Численность населения | Численность населения |
| 1989                  | 1999                  | 2009                  |
| --------------------- | --------------------- | --------------------- |
| 16 150                | ↗17 522               | ↗25 271               |

## Состав
| № | Населённый пункт | Тип населённого пункта       | Население, 1989 | Население, 1999 | Население, 2009 |
| - | ---------------- | ---------------------------- | --------------- | --------------- | --------------- |
| 1 | Базарбай         | аул, передано                | 796             | ↘760            | ↘275            |
| 2 | Кусак            | село, передано               | 611             | ↗1 199          | ↘682            |
| 3 | Сарыкемер        | село, административный центр | 14 743          | ↗15 563         | ↗24 314         |